# Nesodexia corsicana
Nesodexia corsicana är en tvåvingeart som beskrevs av Villeneuve 1911. Nesodexia corsicana ingår i släktet Nesodexia och familjen spyflugor. Inga underarter finns listade i Catalogue of Life.